# Artedielloides auriculatus
Artedielloides auriculatus és una espècie de peix pertanyent a la família dels còtids i l'única del gènere Artedielloides.

## Descripció
- Fa 6 cm de llargària màxima.[2][3]

## Hàbitat
És un peix marí, demersal i de clima polar que viu entre 29 i 70 m de fondària.

## Distribució geogràfica
Es troba al Pacífic nord-occidental: el golf de Pere el Gran.

## Observacions
És inofensiu per als humans.